# Ernst Mayer (konstnär)

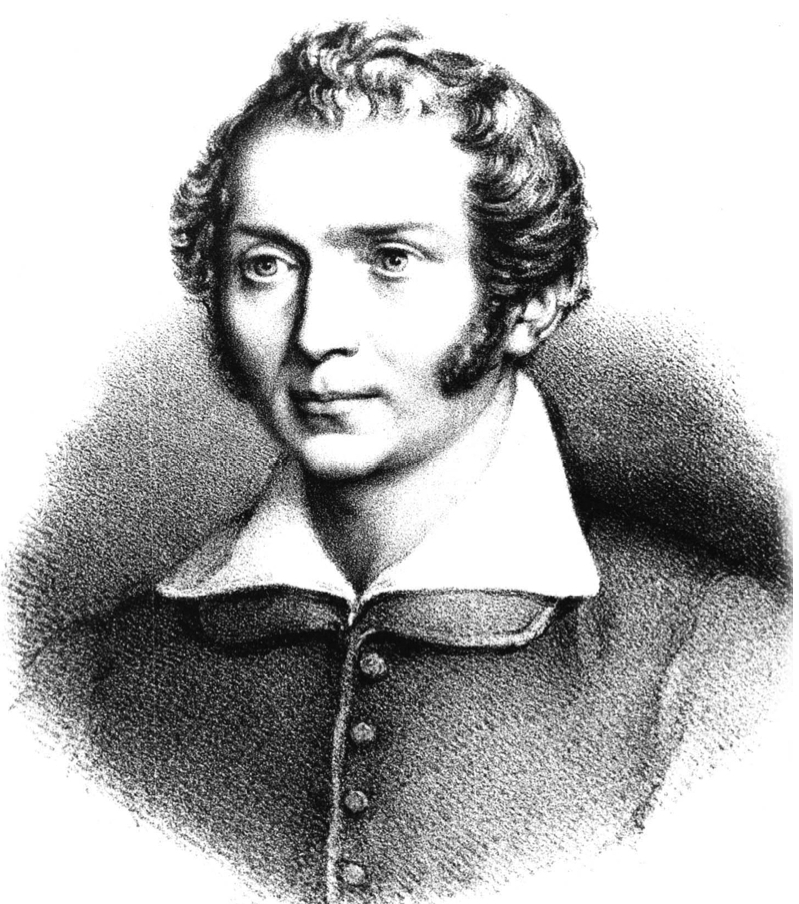
Ernst Mayer, omkring 1835.

Johann Ernst Mayer, född den 24 juni 1796 i Ludwigsburg, död den 21 januari 1844 i München, var en tysk bildhuggare. Han var farfar till rättshistorikern Ernst Mayer.
Mayer började sin bana som ornamentsbildhuggare, men biträdde sedan 1818, på Leo von Klenzes kallelse, i München vid restaurationen av antika bildverk, varunder han även studerade vid akademien. År 1821 reste han till Italien, där han blev Thorvaldsens lärjunge. År 1826 återvände han till München och blev 1830 professor vid polytekniska skolan. Av Müllers arbeten märks bland annat Thorvaldsens byst, Homeros och Thukydides för biblioteket i München samt reliefer i Pinakotekets Rubenssal.